# Orzowei, il figlio della savana (album)
Orzowei, il figlio della savana è un album del duo italiano Guido & Maurizio De Angelis, pubblicato il 14 dicembre 2009.

## Descrizione
L'album contiene le colonne sonore fino ad allora inedite delle miniserie televisive Orzowei, il figlio della savana (1977) e Il marsigliese (1975).
Delle tracce riguardanti la colonna sonora delle miniserie TV Orzowei, il figlio della savana, solamente due erano già state pubblicate in precedenza, ovvero Orzowei e Le notti di Orzowei, come singolo. Il primo brano, cantato con i cori dei Fratelli Balestra, era stato pubblicato nel 1976, come lato A del singolo omonimo, mentre il secondo, brano strumentale che presenta una variazione più lenta del medesimo pezzo, come lato B della seconda edizione dello stesso singolo, pubblicata nel 1977. I rimanenti brani sono tutte variazioni della titletrack. Orzowei 3 mantiene lo stesso ritmo dell'originale, ma con il flauto in sostituzione delle voci, a parte il coro del ritornello. Orzowei 4-delirio, sostenuta dall'organo Hammond e da poche percussioni, presenta un'atmosfera "sospesa". Orzowei 5 è una versione strumentale per flauto solo. Orzowei 6 è un diverso mixaggio della canzone cantata e Orzowei 8 la base della stessa. Le due versioni di Notte di Orzowei (Le notti di Orzowei nel singolo), sono versioni evocative lente per chitarra acustica del tema.
La colonna sonora della miniserie Il marsigliese presenta invece temi musicali di tutt'altro tipo, come nel tema principale, Napoli oggi, una tarantella interpretata da chitarra acustica e coro, completa di grida e sirene, presente in due versioni. Anche Il marsigliese venne originalmente pubblicato come singolo a nome della G. & M. Orchestra. Gli altri brani sono tutti variazioni del tema principale Napoli oggi, per piano e orchestra nella traccia #11 o per piano solo nelle tracce #13 e #14; variazioni della tarantella per strumenti esotici nelle tracce #12 e #16; variazioni prog nelle tracce #15 e #17.

## Tracce
1. Oliver Onions – Orzowei – 3:33 (Cesare De Natale, Guido De Angelis, Maurizio De Angelis, Susan Duncan-Smith)
2. M&G Orchestra – Notte di Orzowei – 3:08
3. M&G Orchestra – Orzowei (Strum.) – 3:37 (Cesare De Natale,  Guido De Angelis,  Maurizio De Angelis,  Susan Duncan-Smith)
4. M&G Orchestra – Orzowei (Delirio) – 3:14 (Cesare De Natale,  Guido De Angelis,  Maurizio De Angelis,  Susan Duncan-Smith)
5. M&G Orchestra – Orzowei (Flauto solo) – 2:41 (Cesare De Natale,  Guido De Angelis,  Maurizio De Angelis,  Susan Duncan-Smith)
6. M&G Orchestra – Orzowei (Mix 2) – 3:43 (Cesare De Natale,  Guido De Angelis,  Maurizio De Angelis,  Susan Duncan-Smith)
7. M&G Orchestra – Notte di Orzowei (Versione 2) – 3:07
8. M&G Orchestra – Orzowei (Karaoke) – 4:13 (Cesare De Natale,  Guido De Angelis,  Maurizio De Angelis,  Susan Duncan-Smith)
9. M&G Orchestra – Napoli oggi – 3:28
10. M&G Orchestra – Il marsigliese – 2:51
11. M&G Orchestra – Napoli oggi (Versione 2) – 3:52
12. M&G Orchestra – Napoli oggi (Versione 3) – 4:03
13. M&G Orchestra – Napoli oggi (Versione 4) – 6:03
14. M&G Orchestra – Napoli oggi (Versione 5) – 1:51
15. M&G Orchestra – Napoli oggi (Versione 6) – 7:06
16. M&G Orchestra – Napoli oggi (Versione 7) – 3:01
17. M&G Orchestra – Napoli oggi (Versione 8) – 6:47
18. M&G Orchestra – Il marsigliese (Versione 2) – 2:50
19. M&G Orchestra – Napoli oggi (Versione 9 - Damaged) – 3:03

Durata totale: 72:11